# Xã Iota Flat, Quận Ward, Bắc Dakota
Xã Iota Flat (tiếng Anh: Iota Flat Township) là một xã thuộc quận Ward, tiểu bang Bắc Dakota, Hoa Kỳ. Năm 2010, dân số của xã này là 39 người.